# Mordellistenoda nigricans
Mordellistenoda nigricans is een keversoort uit de familie spartelkevers (Mordellidae). De wetenschappelijke naam van de soort is voor het eerst geldig gepubliceerd in 1997 door Shiyake.